# Grupa metinowa
Grupa metinowa, metin – trójwartościowa grupa funkcyjna pochodząca od metanu, z cząsteczki którego usunięto trzy atomy wodoru. W zależności od rodzaju wiązań, które tworzy z resztą cząsteczki, wyróżnić można trzy grupy:
- grupa metanotriylowa (>CH−)
- grupa metanylylidenowa (=CH−)
- grupa metylidynowa, grupa metanylidynowa (≡CH)

grupa metanotriylowa
grupa metanylylidenowa
grupa metylidynowa